# Bougara, Tiaret
Bougara là một đô thị thuộc tỉnh Tiaret, Algérie. Dân số thời điểm năm 2002 là 6.637 người.